# Circuit de Borsele 2012
La 11e édition du Circuit de Borsele a lieu le 21 avril 2012. La course fait partie du calendrier international féminin UCI 2012 en catégorie 1.2. Elle est remportée par la Néerlandaise Ellen van Dijk.

## Récit de la course
Il pleut et fait froid sur la course. La première échappée sort au bout de quinze kilomètres. Il s'agit de : Ellen van Dijk, Gracie Elvin, Iris Slappendel, Chantal Blaak, Amy Pieters, Melissa Hoskins et Megan Guarnier. Au kilomètre quatre-vingt, Iris Slappendel est victime d'une crevaison. Son équipe commence alors à chasser. Sarah Düster parvient ensuite à faire la jonction. Les échappées se disputent la victoire au sprint. Ellen van Dijk se montre la plus rapide.

## Classements

### Classement final
| \| Classement général \| Classement général \| Classement général \| Classement général \| Classement général \| \| Coureur \| Coureur \| Pays \| Équipe \| Temps \| \| ------------------ \| ------------------- \| ------------------ \| --------------------- \| ------------------ \| \| 1re \| Ellen van Dijk \| Pays-Bas \| Specialized-Lululemon \| 3 h 03 min 18 s \| \| 2e \| Gracie Elvin \| Australie \| Australie \| + 0 s \| \| 3e \| Sarah Düster \| Allemagne \| Stichting Rabo Women \| + 0 s \| \| 4e \| Chantal Blaak \| Pays-Bas \| AA Drink-Leontien.nl \| + 0 s \| \| 5e \| Amy Pieters \| Pays-Bas \| Skil Koga \| + 0 s \| \| 6e \| Melissa Hoskins \| Australie \| GreenEdge-AIS \| + 0 s \| \| 7e \| Megan Guarnier \| États-Unis \| États-Unis \| + 0 s \| \| 8e \| Kirsten Wild \| Pays-Bas \| AA Drink-Leontien.nl \| + 46 s \| \| 9e \| Laura van der Kamp \| Pays-Bas \| Dolmans-Boels \| + 46 s \| \| 10e \| Anastasia Tchulkova \| Russie \| Russie \| + 46 s \| |                     |            |                       |                 |
| |                     |            |                       |                 |
| Source : Cycling Quotient |                     |            |                       |                 |
| Classement général |                     |            |                       |                 |
| Coureur | Coureur             | Pays       | Équipe                | Temps           |
| 1re | Ellen van Dijk      | Pays-Bas   | Specialized-Lululemon | 3 h 03 min 18 s |
| 2e | Gracie Elvin        | Australie  | Australie             | + 0 s           |
| 3e | Sarah Düster        | Allemagne  | Stichting Rabo Women  | + 0 s           |
| 4e | Chantal Blaak       | Pays-Bas   | AA Drink-Leontien.nl  | + 0 s           |
| 5e | Amy Pieters         | Pays-Bas   | Skil Koga             | + 0 s           |
| 6e | Melissa Hoskins     | Australie  | GreenEdge-AIS         | + 0 s           |
| 7e | Megan Guarnier      | États-Unis | États-Unis            | + 0 s           |
| 8e | Kirsten Wild        | Pays-Bas   | AA Drink-Leontien.nl  | + 46 s          |
| 9e | Laura van der Kamp  | Pays-Bas   | Dolmans-Boels         | + 46 s          |
| 10e | Anastasia Tchulkova | Russie     | Russie                | + 46 s          |

### Points UCI
| Position           | 1er | 2e | 3e | 4e | 5e | 6e | 7e | 8e | 9e | 10e |
| Classement général | 40  | 30 | 16 | 12 | 10 | 8  | 6  | 3  | 2  | 1   |